# Pylodictis olivaris
Pylodictis olivaris är en fiskart som först beskrevs av Constantine Samuel Rafinesque, 1818.  Pylodictis olivaris ingår i släktet Pylodictis och familjen Ictaluridae. Inga underarter finns listade i Catalogue of Life.